# ルイ・マジョレル

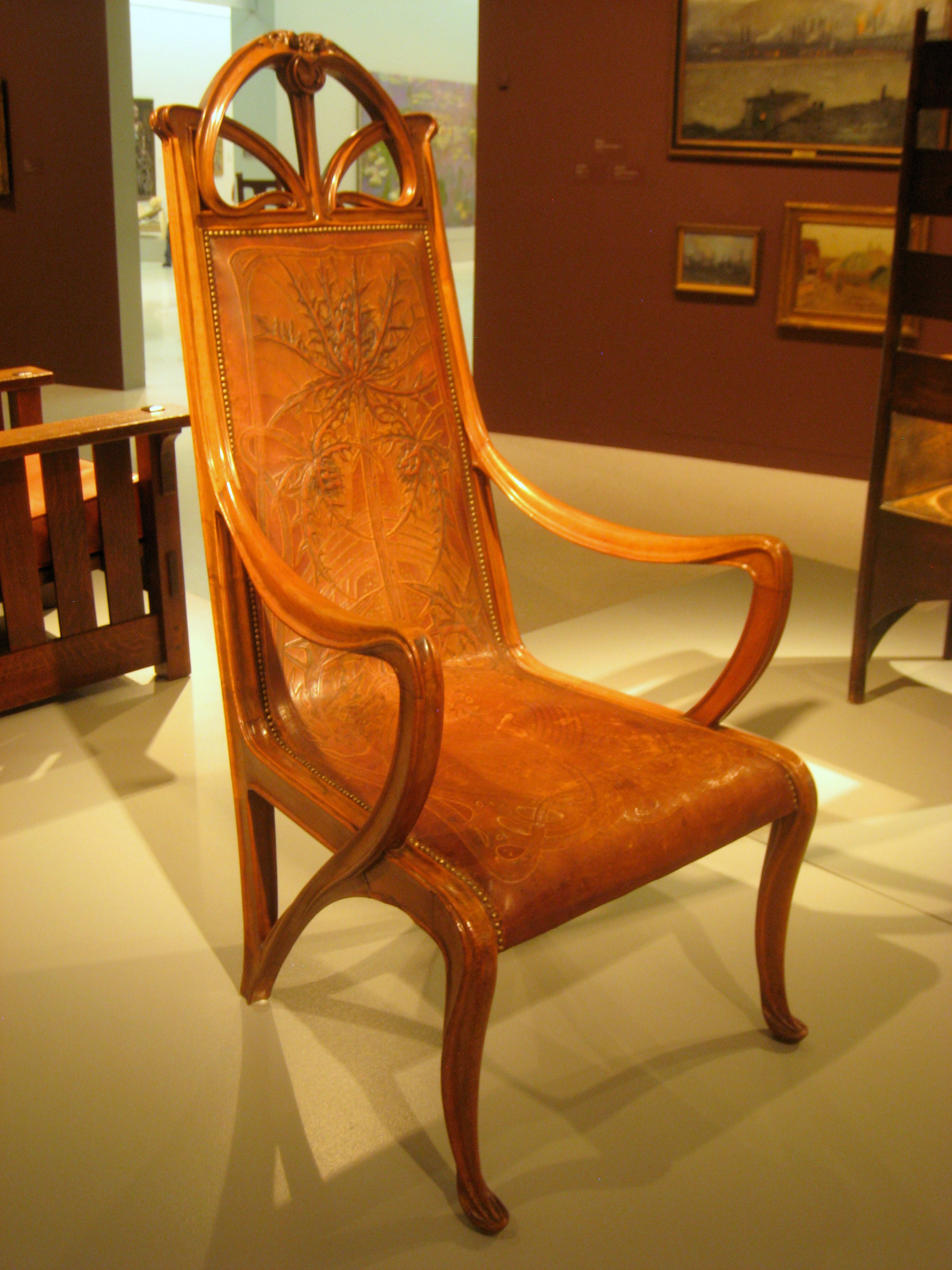
ルイ・マジョレルがデザインした肘掛け椅子(1900)

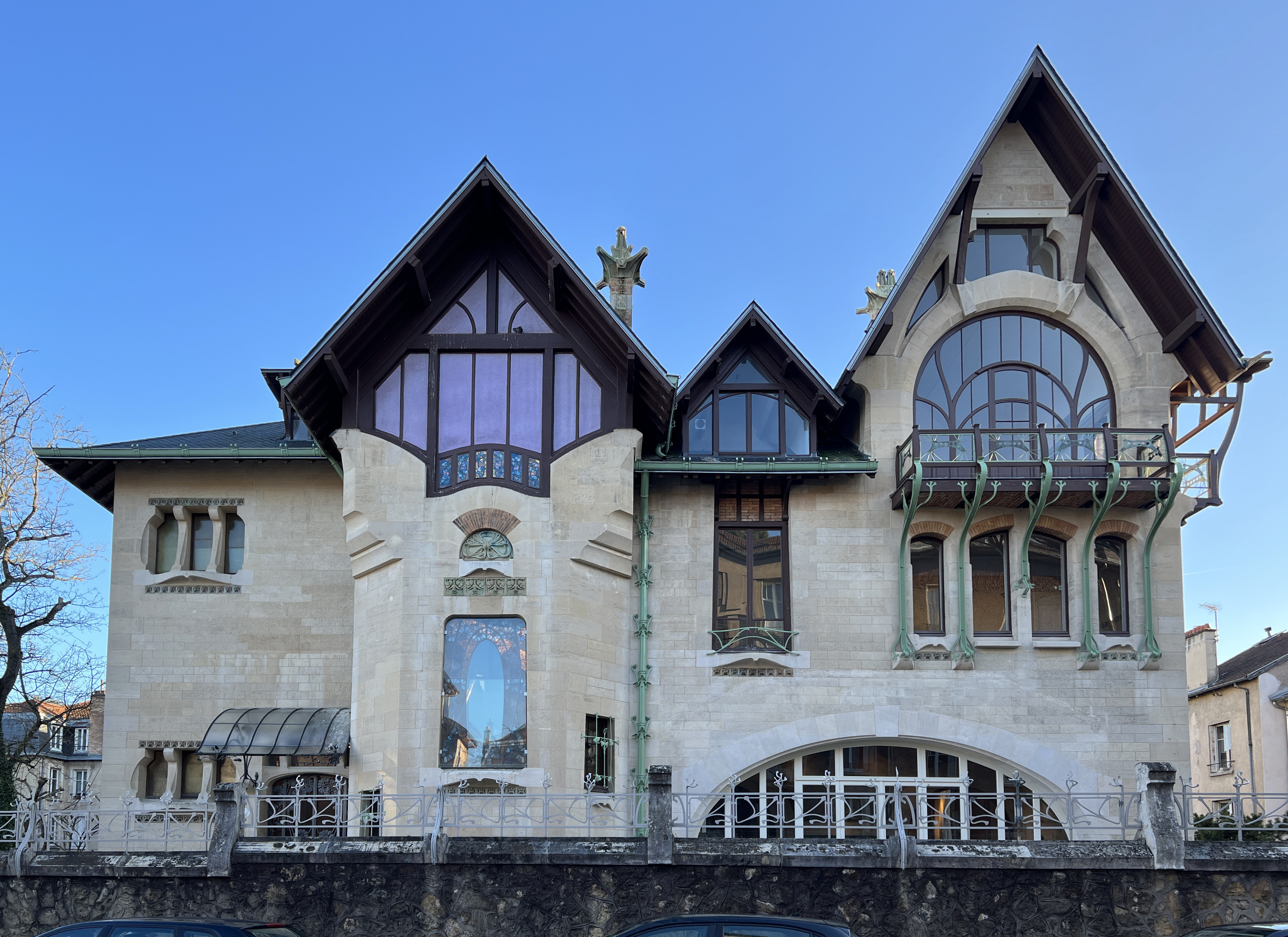
マジョレル邸（Villa Majorelle）

ルイ・マジョレル（Louis-Jean-Sylvestre Majorelle、1859年9月26日 - 1926年1月15日）は、フランスの家具デザイナーである。エミール・ガレとともにアール・ヌーヴォーの工芸家のグループ「エコール・ド・ナンシー」のメンバーとして働いた。ナンシーにアンリ・ソヴァージュの設計で建てられたマジョレル邸（Villa Majorelle）はアール・ヌーヴォー様式の建築として知られている。

## 略歴
フランス北東部、ムルト＝エ＝モゼル県のトゥールで生まれた。父親も工芸家で家具や陶磁器をデザイン・製造していた。ナンシーの美術学校で学んだ後、1877年にパリ国立高等美術学校に入学し画家、彫刻家のエメ・ミレーのスタジオで学んだ
。1879年に父親が亡くなったため、美術の修行を中断し、父親の会社を弟のジュール・マジョレル（Jules Majorelle: 1866-1944）と経営することになった。弟が経営面を担当するようになり、ルイ・マジョレルは家具のデザインを担当するようになった。1885年4月に結婚し、後に画家になるジャック・マジョレル（Jacques Majorelle: 1886–1962）が生まれた。
1880年代まではマジョレルの経営する会社は、伝統的なデザインの家具を製造していたが、1894年からエミール・ガレ（1846-1904）の影響を受けてアール・ヌーヴォーのスタイルの家具をでデザインするようになり、ガレのように植物や動物などをモチーフにした意匠の家具を制作するようになり、1900年頃、鉄工の工場も作った。1905年以降、高級家具だけでなく、大量生産できる家具も開発し、マジョレルの会社は商業的に大きな成功を収めた。第一次世界大戦後にアールデコのスタイルが流行するとそれにも対応したが、アール・ヌーヴォーに貢献したことが最も重要であるとされる。
アール・ヌーヴォーの工芸家たちが1901年に、エミール・ガレを会長に「エコール・ド・ナンシー（L'École de Nancy, Alliance provinciale des industries d'art）」として組合を作るとその創立メンバーになった。
1898年にパリの建築家のアンリ・ソヴァージュ（Henri Sauvage: 1873-1932)に設計を依頼して、1901年から1902年にかけてナンシーにマジョレル邸（Villa Majorelle）が建設された。この建物は、ナンシーで最初で重要なアール・ヌーヴォー様式の建築となり、建築、内装や家具を多くのパリやナンシーのアール・ヌーヴォーの芸術家たちが制作した。家具はマジョレル自身が制作し、ステンドグラス作家のジャック・グリュベール（Jacques Grüber: 1870-1936）やインテリアデザイナーのフランシス・ジョルダン（Francis Jourdain: 1876–1958）や画家のアンリ・ロワイエ（1869- 1938）、陶芸家のアレキサンドル・ビゴー（Alexandre Bigot: 1862–1927)らが、マジョレル邸の装飾品の制作に参加した。
ルイ・マジョレルは1926年にナンシーで亡くなった。マジョレルの作品はナンシー美術館やパリのオルセー美術館などに収蔵されている。

## ギャラリー

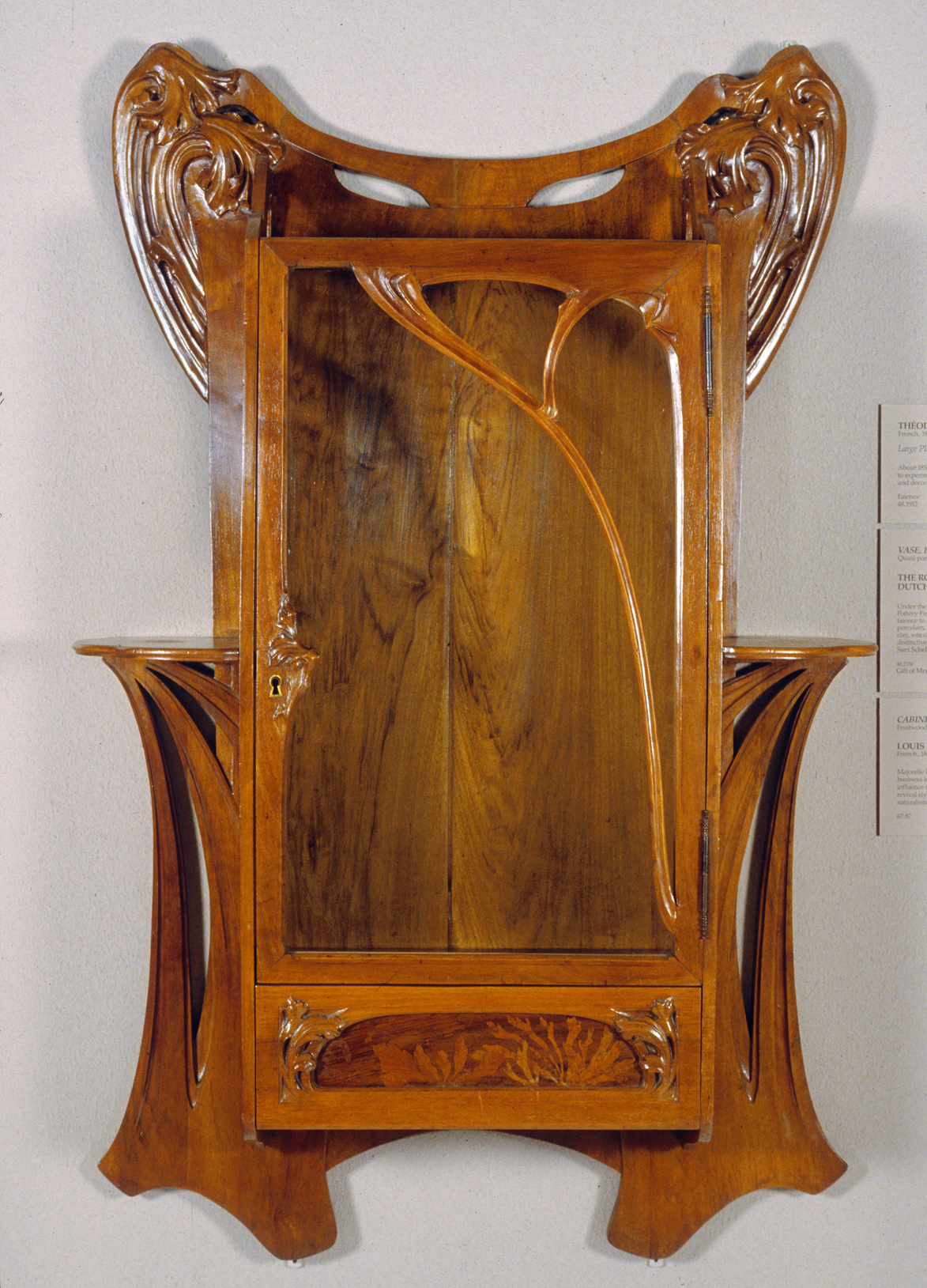
マジョレルのデザインしたウォールキャビネット ウォルターズ美術館
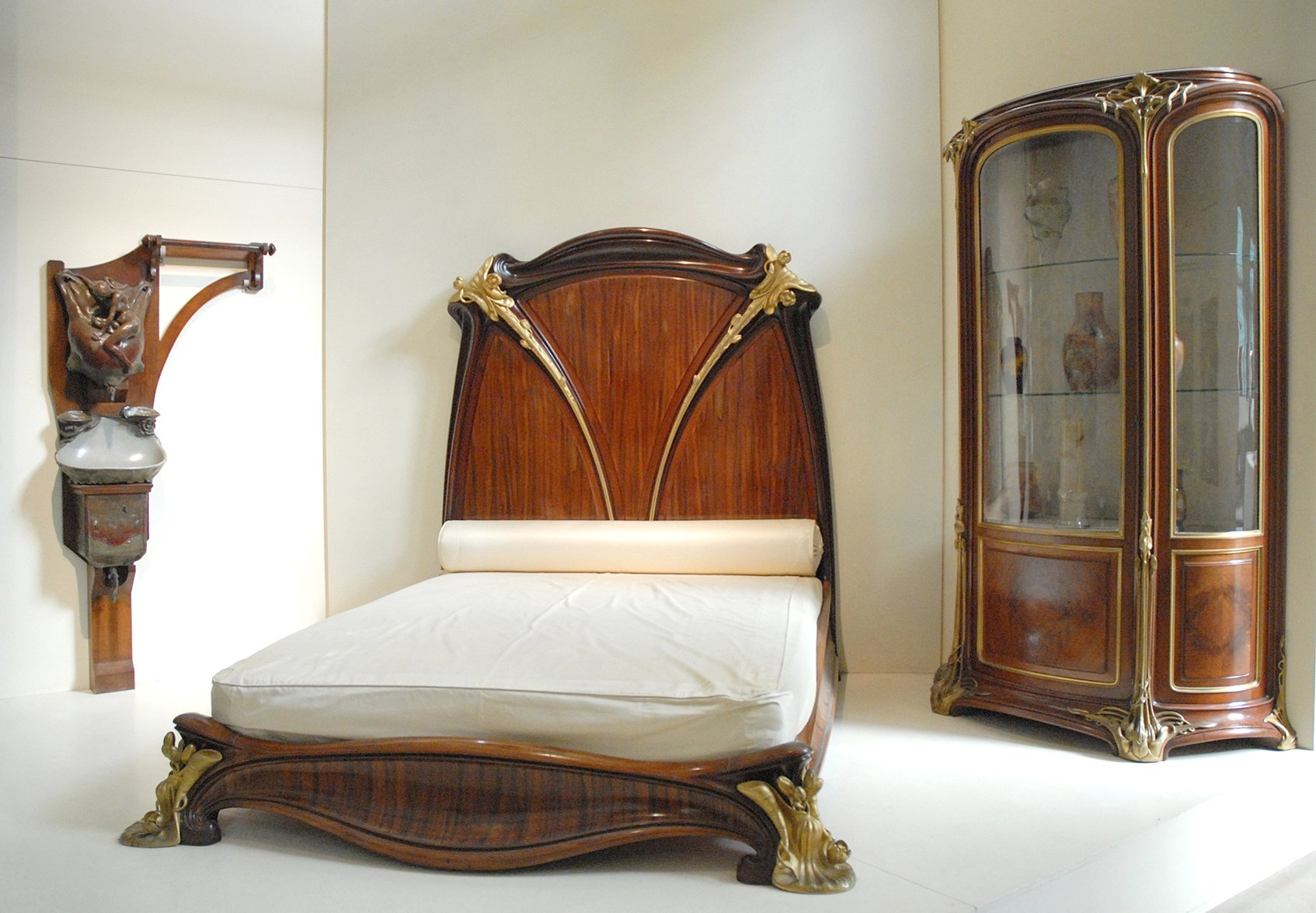
オルセー美術館に展示されているマジョレルの作品